# Joseph Townsend
Pour les articles homonymes, voir Townsend.
Joseph Townsend (4 avril 1739, Londres - 9 novembre 1816) est un homme d'église, penseur libéral, médecin et géologue britannique.

## Biographie
Il est connu notamment pour ses réflexions sur les lois d'aide aux indigents (Poor Laws), qu'il désirait voir abolir. Ces lois, établies par la Couronne d’Angleterre, assuraient un complément de salaire et des “indemnités de chômage” aux plus pauvres au moment où la privatisation des terres communales (enclosures) réduisait à la misère un nombre grandissant de paysans autrefois auto-suffisants. Leur réforme et leur abolition occupent tous les esprits en Angleterre à partir de la fin du XVIIIe siècle jusqu'à leur suppression effective en 1834.
Les écrits de Townsend sur ce sujet auraient inspiré Thomas Robert Malthus pour son Principe de population (1798) et Charles Darwin pour le mécanisme de la sélection naturelle.
Selon André Pichot, c'est plus spécifiquement le passage suivant, tiré de A Dissertation on Poor Laws, qui aurait suggéré à Charles Darwin le mécanisme de la sélection naturelle:
« Dans les mers du Sud, il y a une île, appelée du nom de son découvreur, “Juan Fernandez”. Dans cet endroit isolé, John Fernando plaça une colonie de chèvres, consistant en un mâle assisté par sa femelle. Cet heureux couple trouvant pâture en abondance put obéir avec empressement au premier commandement, de croître et se multiplier, jusqu’à ce que, au bout d’un certain temps, il eût rempli cette petite île. Pendant toute cette période, ces animaux ne connurent ni la misère ni le manque, et semblaient se glorifier de leur nombre. Mais, à partir d’un malheureux moment, ils commencèrent à souffrir de la faim. Néanmoins, ils continuèrent pendant un certain temps à accroître leur nombre, et ils auraient dû craindre d’en venir à la famine, s’ils avaient été doués de raison. Dans cette situation, les plus faibles succombèrent en premier, et l’abondance fut ainsi restaurée. Ainsi, ces animaux fluctuèrent entre le bonheur et la misère, soit souffrant du manque soit se réjouissant de l’abondance, selon que leur nombre augmentait ou diminuait, jamais stable, mais suivant tout le temps à peu de chose près la quantité de nourriture. […]
Quand les Espagnols s’aperçurent que les armateurs anglais utilisaient cette île pour se ravitailler, ils décidèrent d’exterminer totalement les chèvres, et pour cela déposèrent sur le rivage un chien et une chienne. Ceux-ci, à leur tour, crurent et multiplièrent, en proportion de la quantité de nourriture qu’ils trouvèrent ; et, en conséquence, comme les Espagnols l’avaient prévu, les chèvres, qui leur servaient de nourriture, diminuèrent. Eussent-elles été totalement détruites, les chiens auraient dû périr eux aussi. Mais, comme de nombreuses chèvres se retiraient sur des rochers escarpés, où les chiens ne pouvaient pas les suivre, et qu’elles descendaient seulement pendant des courts intervalles dans les vallées pour se nourrir avec crainte et circonspection, il n’y eut que les insouciantes et les irréfléchies qui devinrent des proies ; et seuls les chiens les plus attentifs, les plus forts et les plus actifs purent trouver assez de nourriture. Ainsi, une nouvelle sorte d’équilibre s’établit. Les plus faibles des deux espèces furent les premiers à payer leur dette à la nature ; les plus actifs et vigoureux préservèrent leur vie. »
Le conte est fictif (voir article Archipel Juan Fernández) mais la ressemblance est frappante avec le mécanisme de la sélection naturelle décrit par Darwin. Townsend utilise cet exemple imaginaire pour arguer que les “lois de la nature”, ou les rapports “naturels” entre différentes populations ou classes sociales suffisent à créer spontanément un équilibre où chacun trouve son compte.